# Те, що життя в мене вкрало
«Те, що життя в мене вкрало» (ісп. Lo que la vida me robó) — мексиканський телесеріал 2013 року у жанрі драми, мелодрами, який створила компанія Televisa. В головних ролях — Даніела Кастро, Анжеліка Боєр, Себастьян Рульї, Луїс Роберто Гусман, Серхіо Сендель, Рохеліо Герра, Ерік дель Кастільйо, Гретель Вальдес. Перша серія вийшла в ефір 28 жовтня 2013 року. Серіал має 1 сезон. Завершився 197-м епізодом, який вийшов у ефір 27 липня 2014 року. Продюсер серіалу — Анджеллі Несма Медіна.
Серіал є адаптацією мексиканського серіалу «Весілля ненависті», 1983 року.

## Сюжет
Монсеррат, гарна дівчина, яка в один момент стає вирішенням економічних проблем сім'ї: її мати обрала для неї ідеального чоловіка, Себастьяна де Ікаса, сина з дуже впливової родини. У свою чергу, Хосе Луїс, коханий дівчини, розуміє, що його заручинам не судилося відбутися. З іншого боку, Алехандро, дізнається, що його батько — Дон Бенхамін Альмонте, жорстока і могутня людина. Монсеррат вирішує розірвати всі домовленості з Себастьяном, але її мати Грасіела не здається: вона починає шукати іншу кандидатуру для її дочки, і коли вона дізнається, що робітник Алехандро — спадкоємець Дона Бенхаміна, пропонує хлопцеві угоду. Той погоджується, але за умови, що дівчина ніколи не дізнається про угоду.

## Актори та ролі
| Актор               | Роль                                                |
| ------------------- | --------------------------------------------------- |
| Даніела Кастро      | Грасіела Джасінті де Мендоза / Гауденсія Хіменес    |
| Анжеліка Боєр       | Монтсеррат Мендоза Джачінті                         |
| Себастьян Рульї     | Алехандро Альмонте                                  |
| Луїс Роберто Гусман | Хосе Луїс Альварес / Антоніо Оліварес               |
| Серхіо Сендель      | Педро Медіна                                        |
| Рохеліо Герра       | Лауро Мендоза                                       |
| Ерік дель Кастільйо | отець Ансельмо Кіньонес                             |
| Гретель Вальдес     | Марія Замудіо                                       |
| Альберто Естрелья   | Хувентіно Замудіо                                   |
| Ана Берта Еспін     | Розаріо Домінгес                                    |
| Хуан Карлос Баррето | Макаріо                                             |
| Габріела Ріверо     | Карлота Мендоза                                     |
| Луїс Урібе          | Ігнасіо Робледо                                     |
| Освальдо Бенавідес  | Дімітріо Мендоза                                    |
| Вероніка Хаспеадо   | Хозефіна Вальверде                                  |
| Маргаріта Маганья   | Есмеральда Рамос                                    |
| Карлос де ла Мота   | Рефухіо Соларес                                     |
| Алехандро Авіла     | Віктор Ернандес                                     |
| Але Гарсія          | Надя Аргуельєс                                      |
| Ліссет              | Фабіола Гільєн Альмонте / Фабіола Альмонте Джасінті |
| Франсіско Гатторно  | Сандро Нарваес                                      |
| Фердінандо Валенсія | Адольфо Аргуельєс «Ель Алакран»                     |
| Марко Уріель        | Ефраїн Лорето                                       |
| Іссабела Каміл      | Амелія Бертран де Аречіга                           |
| Ілітія Мансанілья   | Анхеліка Аречіга                                    |
| Алехандра Прокуна   | Домінга Гарсія                                      |
| Рікардо Клейнбаум   | Семюель Барахас                                     |
| Рікардо Вера        |                                                     |
| Патрісія Конде      | Пруденсія Робледо                                   |
| Алексіс Аяла        | Езекіель Басурто                                    |
| Джессіка Мас        | лейтенант Моніка Рентерія                           |
| Луїс Гатіка         | Бруно Гамбоа                                        |
| Алекс Сірвент       | Ерік                                                |
| Ана Паула Мартінес  | Вікторія Ернандес Аргуельєс                         |
| Мару Дуеньяс        | Зулема                                              |
| Освальдо де Леон    | Себастьян де Ікаса                                  |
| Альфредо Адаме      | Бенхамін Альмонте                                   |
| Ігнасіо Касано      | Бенхамін (мол.)                                     |
| Енріке Монтано      | Хасінто                                             |
| Отто Сірго          | Регіно                                              |
| Рафаель Амадор      | лейтенант Авельянеда                                |

## Сезони
| Сезон | Епізоди | Епізоди | Оригінальний показ | Оригінальний показ | Оригінальний показ |
| Сезон | Епізоди | Епізоди | Перший показ       | Останній показ     | Мережа             |
| ----- | ------- | ------- | ------------------ | ------------------ | ------------------ |
| 1     | 197     | 197     | 28 жовтня 2013     | 27 липня 2014      | Las Estrellas      |

## Аудиторія
| Країна трансляції | Сезон | Розклад       | Серії | Перший ефір       | Перший ефір | Останній ефір   | Останній ефір | Середній бал |
| Країна трансляції | Сезон | Розклад       | Серії | Дата              | Дата        | Дата            | Дата          | Середній бал |
| ----------------- | ----- | ------------- | ----- | ----------------- | ----------- | --------------- | ------------- | ------------ |
| Мексика           | 1     | 21:15 — 22:15 | 197   | 28 жовтня 2013    | 20,0        | 27 липня 2014   | 30,9          | 26,08        |
| США               | 1     | 21:00 — 22:00 | 197   | 18 листопада 2013 | 3,503 млн.  | 15 серпня 2014  | 5,100 млн.    | 3,370 млн.   |
| Бразилія          | 1     | 18:30 — 19:30 | 161   | 30 січня 2017     | 7           | 11 вересня 2017 | 8             | 6,72         |

## Версії
| Рік  | Країна  | Українська назва  | Оригінальна назва | Кількість | Кількість | В головних ролях                                            | Компанія | Канал         |
| Рік  | Країна  | Українська назва  | Оригінальна назва | сезонів   | серій     | В головних ролях                                            | Компанія | Канал         |
| ---- | ------- | ----------------- | ----------------- | --------- | --------- | ----------------------------------------------------------- | -------- | ------------- |
| 1983 | Мексика | Весілля ненависті | Bodas de odio     | 1         | 150       | Франк Моро, Крістіан Бах, Мігель Палмер, Магда Гусман       | Televisa | Las Estrellas |
| 2003 | Мексика | Справжнє кохання  | Amor real         | 1         | 95        | Адела Нор'єга, Фернандо Колунга, Маурісіо Іслас, Елена Рохо | Televisa | Las Estrellas |

## Нагороди та номінації
| Рік  | Премія                    | Категорія                        | Номінант                                           | Результат |
| ---- | ------------------------- | -------------------------------- | -------------------------------------------------- | --------- |
| 2015 | Premios TVyNovelas 2015   | Найкращий серіал                 | Анджеллі Несма Медіна                              | Номінація |
| 2015 | Premios TVyNovelas 2015   | Найкраща акторка                 | Анжеліка Боєр                                      | Номінація |
| 2015 | Premios TVyNovelas 2015   | Найкращий актор                  | Себастьян Рульї                                    | Перемога  |
| 2015 | Premios TVyNovelas 2015   | Найкраща акторка-злодійка        | Даніела Кастро                                     | Перемога  |
| 2015 | Premios TVyNovelas 2015   | Найкращий актор-злодій           | Серхіо Сендель                                     | Номінація |
| 2015 | Premios TVyNovelas 2015   | Найкращий актор-злодій           | Алексіс Аяла                                       | Номінація |
| 2015 | Premios TVyNovelas 2015   | Найкраща заслужена акторка       | Ана Берта Еспін                                    | Номінація |
| 2015 | Premios TVyNovelas 2015   | Найкращий актор-партнер          | Луїс Роберто Гусман                                | Перемога  |
| 2015 | Premios TVyNovelas 2015   | Найкраща акторка другого плану   | Маргаріта Маганья                                  | Номінація |
| 2015 | Premios TVyNovelas 2015   | Найкращий актор другого плану    | Освальдо Бенавідес                                 | Перемога  |
| 2015 | Premios TVyNovelas 2015   | Найкраща тематична пісня         | «El perdedor» Енріке Іглесіас, Марко Антоніо Соліс | Номінація |
| 2015 | Premios TVyNovelas 2015   | Найкраща історія або екранізація | Хуан Карлос Алькалья, Роза Салазар, Фермін Суньїга | Перемога  |
| 2015 | Premios TVyNovelas 2015   | Кращий акторський склад          | Те, що життя в мене вкрало                         | Номінація |
| 2015 | Premios ASCAP             | Телебачення                      | «El perdedor» Енріке Іглесіас, Марко Антоніо Соліс | Перемога  |
| 2015 | Premios SACM              | Телебачення                      | «Corazones Invisibles» Алекс Синтек                | Перемога  |
| 2014 | Premios People en Español | Теленовела року                  | Анджеллі Несма Медіна                              | Перемога  |
| 2014 | Premios People en Español | Найкраща хімія на екрані         | Анжеліка Боєр, Себастьян Рульї                     | Перемога  |
| 2014 | Premios People en Español | Найкращий актор                  | Себастьян Рульї                                    | Перемога  |
| 2014 | Premios People en Español | Найкращий актор-злодій           | Серхіо Сендель                                     | Перемога  |
| 2014 | Premios Sol de Oro        | Найкращий актор                  | Освальдо Бенавідес                                 | Перемога  |
| 2014 | Premios BMI               | BMI Film & TV Award              | Алекс Сірвент                                      | Перемога  |
| 2013 | TV Adicto Golden Awards   | Найкращі декорації та реквізит   | Анджеллі Несма Медіна                              | Перемога  |
| 2013 | TV Adicto Golden Awards   | Спеціальна премія акторки        | Даніела Кастро                                     | Перемога  |
| 2013 | TV Adicto Golden Awards   | Найкращий заслужений актор       | Рохеліо Герра                                      | Перемога  |